# Eux
Pour les articles ayant des titres homophones, voir Euh, Heu et Œufs.
 (juillet 2025).
Pour plus de détails, voir Fiche technique et Distribution.
Eux est un court métrage français réalisé par Ann-Gisel Glass, sorti en 1987.

## Synopsis
L'été, sur une île de  Bretagne, deux jeunes filles en vacances.

## Fiche technique
- Titre : Eux
- Réalisation : Ann-Gisel Glass
- Scénario : Florence Gravas[1] et Ann-Gisel Glass
- Photographie : Denis Lenoir
- Décors : Frédérique Roussel
- Son : Pierre Donnadieu
- Montage : Catherine Quesemand
- Musique : Virginie Beaufils
- Pays d'origine :  France
- Format : Couleurs - 16 mm - 1,66:1
- Genre : court métrage
- Durée : 7 minutes
- Date de sortie : 1987

## Distribution
- Marie Matheron
- Marc Adjadj
- Myriam Lothammer
- Julien Rochefort